# Букранион
Букранион (още букраний, в мн.ч. букрании, в превод от гръцки език: „бичи череп“) е декоративен елемент с формата на череп или глава на бик.
Той е често срещан елемент от украсата на фризове и архитрави в класическата архитектура в дорийски стил, но може да се наблюдава и в образци на архитектурата от времето на Ренесанса, барока и неокласицизма. Често се среща в комбинация с гирлянди от цветя и розетки.
Украси с букрании са открити в Свещарската гробница, върху архитрави, открити в Месемврия (експонати на Бургаския археологически музей), в открития през 2007 година храм на Кибела в Балчишко.
- Архитрав с букрании, Бургаски археологически музей
- Фриз с букрании, Лапидариум пред Националния археологически музей